# Aleksandr Baránov
Aleksandr Andréyevich Baránov (a veces transcrito como Aleksander o Alexander y también Baránof, (del ruso: Александр Андреевич Баранов), Kárgopol, provincia de Beloózero, gobernación de San Petersburgo, 3 (14) febrero de 1746-16 (28) abril de 1819, proximidades de la isla de Java) fue un comerciante ruso, director de la Compañía Ruso-americana y primer gobernador de la América rusa, desde 1792 hasta el 11 de enero de 1818. Exploró la costa del Pacífico de la actual Alaska y estableció relaciones comerciales con California, Hawái y China (mediante un auto de Baránov se fundó en 1812 en California, Fort Ross).

## Biografía
Se escapó de casa a la edad de quince años. Se convirtió en un exitoso comerciante en Irkutsk, Siberia. Fue atraído a la América rusa por el creciente comercio de pieles de allí y estableció y administró varios puestos comerciales en la región de la isla Kodiak. En 1790, quedó a cargo del asentamiento de la bahía de Tres Santos (Three Saints Bay), en la isla de Kodiak, mientras su fundador y titular, el también comerciante ruso Grigori Shélijov, regresaba a Rusia para intentar hacerse con una carta de monopolio sobre la caza y la pesca.
Baránov trasladó en 1792 la colonia a Sankt Pável (en ruso: Санкт Павел), el emplazamiento de la actual Kodiak que se convirtió en el centro ruso de comercio de pieles. En 1799, cuando se fundó la Compañía Ruso-americana, ya muerto Shélijov en 1795, alquilaron los derechos de caza a Baránov. Previendo la posible llegada de exploradores y cazadores europeos, Baránov estableció un puesto comercial en la isla que ahora lleva su nombre (isla de Baranof, antes isla de Sitka), territorio de los tlingit con los que había firmado algunos acuerdos comerciales pero esperaba conflictos. Baránov, a bordo del cúter Olga, y acompañado del Konstantín, un barco ligero y rápido de la Armada Imperial Rusa, llevó a 100 empleados y una flota de unos 500 baidarkas (las piraguas de los aleutas) en las que viajaban de 600 a 1000 aleutas. Eligió un lugar en el Sound Sitka, en la bahía de Katlianski, conocido como Redoubt Saint Michael (Reducto de San Miguel, un área hoy conocida como "Old Sitka"), y construyó el puesto, que consistía en un gran almacén, herrería, cría de ganado, cuarteles, empalizada, una casa de bloques, una casa de baños, cuartos para los cazadores, y una residencia para el propio Baránov. Allí se instalaron los mujíks rusos y los aleutas. Baránov regresó a Kodiak en 1800 y dejó a cargo del establecimiento a 25 rusos y 55 aleutas. Aunque en principio los recibieron bien, las hostilidades con los tlingit fueron aumentando y en 1802, un ataque masivo de los tlingit destruyó el asentamiento y la mayoría de los habitantes rusos fueron muertos. Baránov se vio obligado a recaudar 10 000 rublos en rescate por el regreso seguro de los colonos supervivientes. 
Baránov volvió a Sitka en 1804 con un gran contingente de rusos y aleutas y con el apoyo del buque de guerra ruso Nevá, capitaneado por Urey Fiódorovich Lissianskói, que en ese momento estaba cubriendo una larga etapa en la península de Kamchatka, participando en una expedición científica y comercial dirigida por Adam Johann von Krusenstern, que tenía por objetivo ser la primera expedición rusa en circunnavegar el mundo. El barco bombardeó el fuerte tlingit, pero no fue capaz de causar daños significativos. Los rusos lanzaron un ataque contra el fuerte y fueron repelidos por combatientes tlingit. Sin embargo, las reservas de pólvora de los tlingit se habían perdido antes del asalto y se vieron obligados a abandonar la fortaleza. Después de su victoria en la conocida como batalla de Sitka, los rusos establecieron un asentamiento permanente en la forma de un fuerte llamado Novoarjánguelsk (o Nuevo Arcángel, una referencia a Arjánguelsk, la ciudad más grande de la región donde nació Baránov, y que se convertirá en la actual ciudad de Sitka).
Los tlingit restablecieron un fuerte en el estrecho de Chatham, al lado del estrecho Peril, en un intento de realizar un embargo comercial del establecimiento ruso. En 1808, siendo gobernador aun Baránov, Sitka fue designada la capital de la América rusa.
Desde 1799 hasta 1818, Baránov, gracias a la intervención de Nikolái Rezánov, se convirtió en administrador jefe de la influyente Compañía Ruso-Americana. Administró todos los intereses de la compañía en la América rusa, incluidos los de las islas Kuriles y las islas Aleutianas. La actividad en la región floreció con el auge del comercio de las pieles de las nutrias marinas y de las focas. Baránov convenció a los cazadores nativos para que ampliasen su territorio de caza hasta las costas de California. [cita requerida] Baránov también abogó por dar más oportunidades educativas a los nativos de Alaska. Bajo su liderazgo, se crearon escuelas y las comunidades de la frontera quedaron menos aisladas.[cita requerida]
Durante el gobierno de Baránov, misioneros rusos ortodoxos operaron en América rusa. Muchos de ellos denunciaron la crueldad y explotación de los nativos por los comerciantes de pieles rusos. Baránov habría tenido una relación tormentosa con los misioneros, que a menudo hacían proselitismo y habrían ayudado secretamente a los nativos. [cita requerida]
Baránov fue brevemente sustituido como administrador jefe y gobernador en enero de 1818, por el capitán de la armada teniente Leontii Hagemeister, en medio de rumores de que, en secreto, había desviado dinero a los bancos estadounidenses a su nombre. Una auditoría financiera posterior realizada por Kirill Jlébnikov desmintió esos rumores. En octubre de 1818, Hagemeister designó al yerno de Baránov, el teniente de la marina Semión Yanovsky, para ocupar su lugar como director jefe y gobernador. Dos meses más tarde, Baránov y Hagemeister dejaron Alaska por barco para regresar a Rusia. El barco se dirigía hacia el sur, en un camino que lo llevaría alrededor del cabo de Buena Esperanza. En ruta, la nave hizo una escala extensa en marzo de 1819 en la isla de Java, entonces parte de las Indias Orientales Neerlandesas (actual Indonesia), en el asentamiento de Batavia (ahora Yakarta), Baránov enfermó allí, y poco después el buque reanudó su viaje. Baránov murió en la travesía y su cuerpo fue entregado al mar. 
La isla de Baranof, en el archipiélago Alexander, en Alaska, fue nombrada en su honor. En la Segunda Guerra Mundial, un carguero de la clase liberty fue nombrado en su honor (SS Alexander Baranof).